# Chinalugische Sprache

Chinalugisch (Nr. 9) im Umfeld der Nordostkaukasischen Sprachfamilie. Hier unter den Lesgischen Sprachen, wie es von einigen Kaukasiologen kategorisiert wird.

Das Chinalug(h)ische (Eigenbezeichnung: [ketʃ mitsʼ] oder [kaʕtʃ mitsʼ]) wird von ca. 3.000 Menschen in Aserbaidschan gesprochen, vor allem in den Dörfern Xınalıq (auf dessen Namen die Bezeichnung „Chinalugisch“ zurückgeht) und Gülüstan. Es gehört zu den nordostkaukasischen Sprachen und wird von einigen Forschern der lesgischen Untergruppe dieser Sprachfamilie zugerechnet.

## Sprachliche Situation
Chinalugisch ist vom Aussterben bedroht, da es unter starkem Assimilierungsdruck von Seiten des Aserbaidschanischen steht.

## Sprachliche Charakteristiken
Das Vokalsystem des Chinalugischen umfasst die Vokale a, e, i, ɨ, o, u, ä, ö, ü, die auch nasaliert vorkommen.
Das Chinalugische verfügt über 4 Nominalklassen und 16 Kasus, darunter 12 Lokative; es ist eine Ergativsprache.